# オンタリオ州立芸術大学

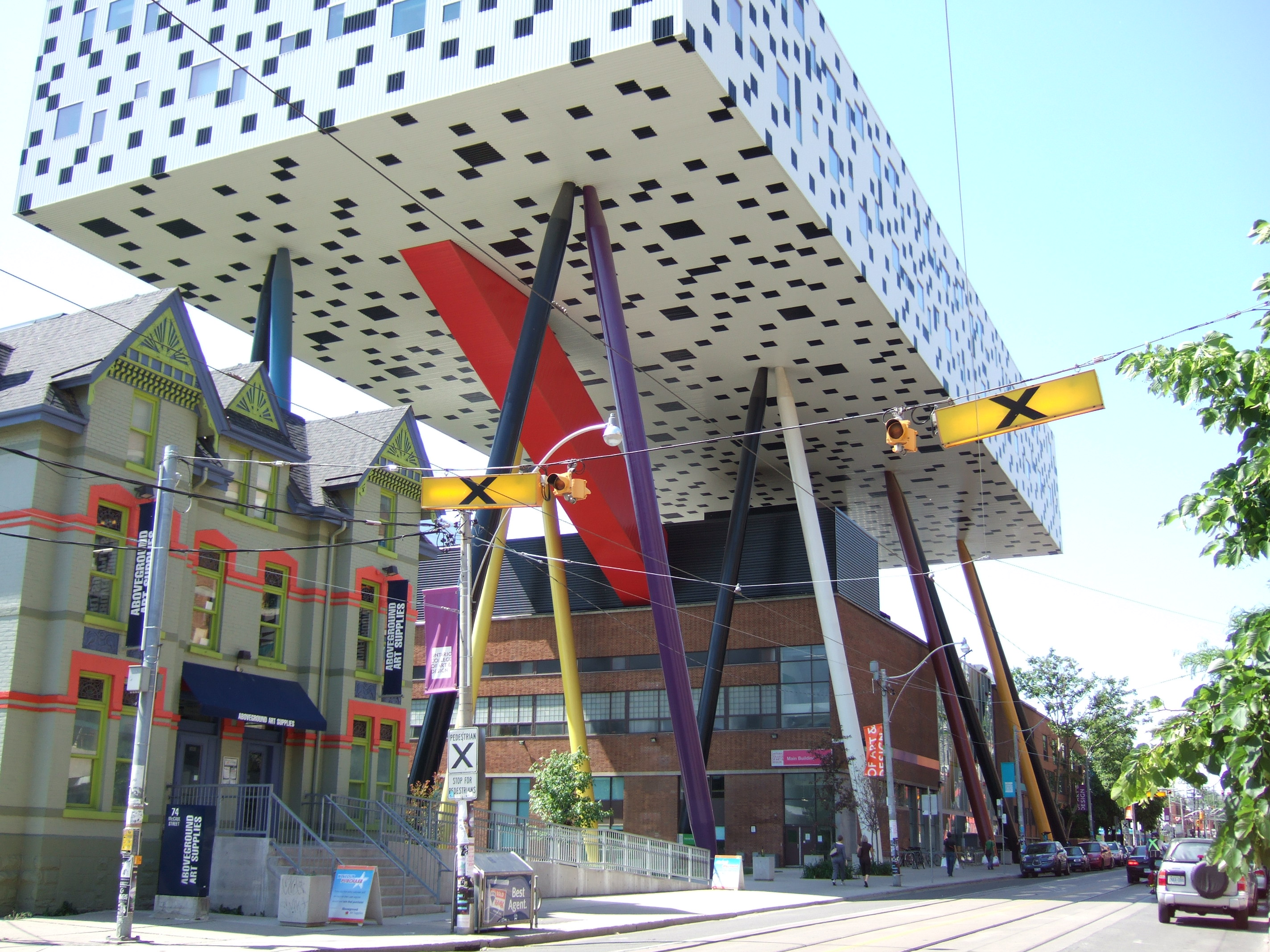
McCaulキャンパス

オンタリオ州立芸術大学（オンタリオしゅうりつげいじゅつだいがく、英: Ontario College of Art & Design University、略称: OCAD U）は、カナダのオンタリオ州トロントにある公立芸術大学である。通称OCAD大学（OCAD University）。別名オンタリオ美術（デザイン）大学。カナダで最大かつ最古の芸術/美術教育専門の学術機関で、全米美術大学協会（AICAD）加盟校である。
メインキャンパスのMcCaulキャンパスは、トロント中心部のダウンタウンのオンタリオ美術館と歴史的なグランジパークのそばに位置し、もう1つのQueens Quayキャンパスは、イーストベイフロント地区のシュガービーチ周辺に立地している。

## 歴史
1876年オンタリオ美術家協会（Ontario Society of Artists）によって、オンタリオ美術学校（Ontario School of Art）として創設された（カナダ初の芸術/美術教育専門の学校）。1886年にトロント美術学校（Toronto Art School）へ、1890年にセントラル・オンタリオ美術・工業デザイン学校（Central Ontario School of Art and Industrial Design）へ名称変更後、州の認可が下り、1912年にオンタリオ・カレッジ・オブ・アート（OCA）となった。1996年にオンタリオ・カレッジ・オブ・アート・アンド・デザイン（OCAD）に改名し、2010年に現在のオンタリオ州立芸術大学（OCAD U）となった。

## 学部
- 芸術学部
- 芸術科学部
- デザイン学部

学生数は約5,000人程度（学部生・大学院生含む）で、インテリアデザイン、グラフィックデザイン、デジタルペインティング＆アニメーション、環境デザイン、総合メディアなど３学部に計21コース、修士課程に７コースを設けている。
伝統あるスタジオベースの実践的デザイン教育と学術のコラボレーションを強みとしている。近年では、同大学のデジタルメディア系の情報視覚化・データ駆動型デザインイノベーションセンターやインクルーシブデザイン研究所が産学共同研究ネットワークにプロジェクトとして参加するなど、研究強化型の新しいアプローチも行っている。 また、イノベーション・起業家創出のためにThe Imagination CatalystとMobile Experienceイノベーションセンターという2つのビジネスインキュベーターをサポートしている。

## 著名な卒業生
- ジョージ・アグニュー・リード（オンタリオ・カレッジ・オブ・アート(OCA)初代校長。王立カナダ美術アカデミー元会長）
- J・E・H・マクドナルド（OCA元校長。カナダの重要な風景画家グループの「グループ・オブ・セブン(G7)」のメンバー）
- フランク・ジョンストン（OCA元校長。カナダの重要な風景画家グループの「G7」のメンバー）
- フランクリン・カーマイケル（OCA元教員。カナダの重要な風景画家グループの「G7」のメンバー）
- J・W・ビーティー（カナダの画家。OCA元教員）
- 森本啓太（日本の現代芸術家）

## 日本の学生交流協定校
- 九州大学
- 女子美術大学
- 大阪工業大学